# Dafneu
Dafneu (en llatí Daphnaeus, en grec antic Δαφναῖος) fou un polític siracusà, un dels caps del partit popular a la ciutat després de la mort de Diocles cap a l'any 408 aC.
Va ser nomenat comandant en cap de les tropes enviades en ajut d'Agrigent assetjada pels cartaginesos l'any 406 aC i va derrotar a un contingent enviat per Himilcó però no va poder impedir la caiguda d'Agrigent i es va fer impopular. Va ser destituït junt amb altres generals per una moció de Dionisi que una mica més tard va assumir el títol de comandant suprem i va reunir una assemblea on va demanar l'execució de Dafneu juntament amb la del seu company Demarc. Segons Aristòtil, la seva fortuna s'havia convertit en objecte d'enveja, i Dionís la va confiscar.